# Prothoe calydonia
Prothoe calydonia is een vlinder uit de familie van de Nymphalidae. De wetenschappelijke naam van de soort is voor het eerst geldig gepubliceerd in 1855 door William Chapman Hewitson.